# Wilhelm Fraenger
Œuvres principales
- Jörg Ratgeb
- Matthias Grünewald, 1936
- Le Royaume millénaire de Jérôme Bosch, 1947

Wilhelm Fraenger (né à Erlangen le 5 juin 1890 - mort à Potsdam le 19 février 1964) est un historien d'art allemand.

## Biographie
Spécialiste de l'époque de la révolte des Rustauds et du mysticisme de la fin du Moyen Âge, Wilhelm Fraenger écrit des ouvrages fondamentaux sur Jörg Ratgeb (dont il est le véritable re-découvreur), Matthias Grünewald et Jérôme Bosch ; ce dernier livre, quoique d'une extrême complexité, est très influent à son époque, car il est le premier à aborder l'œuvre du peintre sous l'angle de l'occultisme, de l'ésotérisme et de la sorcellerie. Les travaux les plus récents consacrés à Bosch tendent cependant à se détourner de cette approche.
Le style de Fraenger est particulièrement brillant, vif, précis et spirituel ; il est avec Sigmund Freud le seul savant de langue allemande de l'époque moderne dont les livres (surtout le « Grünewald ») se lisent quasiment comme des romans policiers. Marxiste, Fraenger perd son poste de professeur dès l'avènement des nazis, en 1933. Après la Seconde Guerre mondiale, il vit en RDA. Sa vision politique est perceptible à la lecture de sa monographie de Ratgeb, qu'il voit comme un pré-révolutionnaire caractéristique. Des travaux plus récents ont cependant, là aussi, relativisé cette image.

### En français
- Le Royaume Millénaire de Jérôme Bosch, traduit de l'allemand et présenté par Roger Lewinter, Paris, éditions Ivrea, 1993.

### En allemand
- Die Radierungen des Hercules Seghers. Ein physiognomischer Versuch. Eugen Rentsch, Erlenbach-Zürich u. a. 1922 (Auch: Herausgegeben und mit einem Nachwort von Hilmar Frank. (= Reclams Universal-Bibliothek. Bd. 1068 Kunstwissenschaften, Modèle:ZDB). Reclam, Leipzig 1984).
- Matthias Grünewald in seinen Werken. Ein physiognomischer Versuch (= Kunstbücher des Volkes. Große Reihe. Bd. 15, Modèle:ZDB). Rembrandt-Verlag, Berlin 1936.
- Hieronymus Bosch. Band 1: Hieronymus Bosch. Das tausendjährige Reich. Grundzüge einer Auslegung. Winkler, Coburg 1947 (In englischer Sprache: The Millenium of Hieronymus Bosch. Outlines of a new Interpretation. The University of Chicago Press u. a., Chicago IL u. a. 1951; In französischer Sprache: Le royaume millénaire de Jérôme Bosch. Essai. Lettres Nouvelles, Paris 1966).
- Jörg Ratgeb. Ein Maler und Märtyrer aus dem Bauernkrieg. Herausgegeben von Gustel Fraenger und Ingeborg Baier-Fraenger. Verlag der Kunst, Dresden 1972.
- Hieronymus Bosch. Mit einem Beitrag von Patrik Reuterswärd. Verlag der Kunst, Dresden 1975.
- Von Bosch bis Beckmann. Ausgewählte Schriften (= Fundus-Bücher. Bd. 47/48, Modèle:ZDB). Verlag der Kunst, Dresden 1977 (Aufsätze aus der Zeit von 1920 bis 1957).
  - Zeitzeichen. Streifzüge von Bosch bis Beckmann. Mit einem Vorwort von Carl Zuckmayer. Verlag der Kunst, Amsterdam u. a. 1996,  (ISBN 90-5705-004-8).
- Matthias Grünewald. Beck, München 1983,  (ISBN 3-364-00324-6).
- Formen des Komischen. Vorträge 1920–1921. (= Fundus-Bücher. Bd. 136). Verlag der Kunst, Dresden u. a. 1995,  (ISBN 3-364-00357-2).